# انتخابات البرلمان الأوروبي في ألمانيا 2019
أُجريت انتخابات البرلمان الأوروبي لعام 2019 في ألمانيا في 26 أيار / مايو 2019، حيث تم انتخاب أعضاء دائرة ألمانيا الوطنية في البرلمان الأوروبي. تكبد كلاً من ائتلاف الاتحاد الديمقراطي المسيحي / الاتحاد الاجتماعي المسيحي والحزب الديمقراطي الاجتماعي الألماني خسائر فادحة، بينما أصبح حزب الخضر ثاني أكبر حزب في الانتخابات على المستوى الوطني لأول مرة في تاريخ ألمانيا.

## الخلفية
كانت انتخابات البرلمان الأوروبي لعام 2019 هي أول انتخابات وطنية تجري في ألمانيا منذ الانتخابات الفيدرالية لعام 2017، حيث تكبد الائتلاف الحاكم بزعامة المستشارة أنغيلا ميركل بين الديمقراطيين المسيحيين والديمقراطيين الاجتماعيين خسائر فادحة، في حين حقق الحزب اليميني المتشكك في الاتحاد الأوروبي البديل من أجل ألمانيا فوزاً بدخوله البرلمان الأوروبي في المركز الثالث. في عام 2018، حقق حزب الخضر وحزب البديل من أجل ألمانيا مكاسب كبيرة في انتخابات الولايات في بافاريا وهسن، مع انتقال الخضر إلى المركز الثاني في كل منهما، بينما عانى كل من الديمقراطيين المسيحيين والديمقراطيين الاجتماعيين من تقلبات تزيد عن 10 نقاط. وشهدت استطلاعات الرأي الفيدرالية أن حزب الخضر يتقدم بشكل ثابت على الحزب الاشتراكي الديمقراطي منذ أكتوبر 2019.

## العتبة الانتخابية
منذ انتخابات البرلمان الأوروبي لعام 2014 ‏، لم يكن لدى ألمانيا حد رسمي لحصة التصويت المطلوبة من أجل فوز الحزب بمقعد في البرلمان الأوروبي. وقد سمح هذا لعدد من الأحزاب الصغيرة بالحصول على تمثيل، حيث يتعين عليهم فقط الوصول إلى حوالي 0.5 ٪ من حصة التصويت اللازمة للحصول على مقعدهم الأول باستخدام طريقة سانت ليغو.
على الرغم من أن المجلس الأوروبي قد أوصى بأن تقدم الدول التي يزيد عدد أعضاء البرلمان الأوروبي فيها عن 35 عضواً عتبة تتراوح بين 2-5٪، تخلت الحكومة الألمانية عن خططها للحصول على عتبة 2٪ في تشرين الثاني / نوفمبر 2018.

## النتائج
| → 2014 ‏ • 2019 • 2024 ←                      |                                                                       |                                                                       |                                                                       |            |        |        |         |      |
|                                              |                                                                       |                                                                       |                                                                       |            |        |        |         |      |
| الحزب الوطني                                 | الحزب الوطني                                                          | الحزب الأوروبي                                                        | المرشح الرئيسي                                                        | الأصوات    | %      | +/–    | المقاعد | +/–  |
|                                              | الاتحاد الديمقراطي المسيحي + الاتحاد الاجتماعي المسيحي (CDU/CSU)      | EPP                                                                   | مانفريد ويبر                                                          | 10,794,042 | 28.86  | 6.4 ▼  | 29 / 96 | 5 ▼  |
|                                              | الاتحاد الديمقراطي المسيحي (CDU)                                      | EPP                                                                   |                                                                       | 8,438,975  | 22.56  | 7.5 ▼  | 23 / 96 | 6 ▼  |
|                                              | تحالف 90/الخضر (GRÜNE)                                                | EGP                                                                   | سكا كيلير                                                             | 7,677,071  | 20.53  | 9.3 ▲  | 21 / 96 | 10 ▲ |
|                                              | الحزب الديمقراطي الاجتماعي (SPD)                                      | PES                                                                   | كاتارينا بارلي                                                        | 5,916,882  | 15.82  | 11.4 ▼ | 16 / 96 | 11 ▼ |
|                                              | البديل من أجل ألمانيا (AfD)                                           | ID                                                                    | يورغ ميوثن                                                            | 4,104,453  | 10.97  | 3.9 ▲  | 11 / 96 | 4 ▲  |
|                                              | الاتحاد الاجتماعي المسيحي (CSU)                                       | EPP                                                                   |                                                                       | 2,355,067  | 6.30   | 1.0 ▲  | 6 / 96  | 1 ▲  |
|                                              | اليسار (DIE LINKE)                                                    | PEL                                                                   | مارتن شيرديفان                                                        | 2,056,049  | 5.50   | 1.9 ▼  | 5 / 96  | 2 ▼  |
|                                              | الحزب الديمقراطي الحر (FDP)                                           | ALDE                                                                  | نيكولا بير                                                            | 2,028,594  | 5.42   | 2.1 ▲  | 5 / 96  | 2 ▲  |
|                                              | دي بارتاي (Die PARTEI)                                                | لا يوجد                                                               | مارتن سونبورن ‏                                                        | 899,079    | 2.40   | 1.8 ▲  | 2 / 96  | 1 ▲  |
|                                              | الناخبون الأحرار (FREIE WÄHLER)                                       | EDP ‏                                                                  | أولريك مولر ‏                                                          | 806,703    | 2.16   | 0.7 ▲  | 2 / 96  | 1 ▲  |
|                                              | حزب رعاية الحيوان والبيئة البشرية ‏ (Tierschutzpartei)                 | APEU ‏                                                                 | مارتن بوشمان ‏                                                         | 542,226    | 1.45   | 0.2 ▲  | 1 / 96  |      |
|                                              | الحزب الديمقراطي البيئي ‏ (ÖDP)                                        | لا يوجد                                                               | كلاوس بوخنر                                                           | 369,869    | 0.99   | 0.4 ▲  | 1 / 96  |      |
|                                              | حزب العائلة في ألمانيا ‏ (FAMILIE)                                     | لا يوجد                                                               | هيلموت جيوكينج ‏                                                       | 273,828    | 0.73   | 0.0 ▲  | 1 / 96  |      |
|                                              | فولت أوروبا ‏ (Volt)                                                   | لا يوجد                                                               | داميان بوسيلاغر ‏                                                      | 249,098    | 0.67   | جديد   | 1 / 96  | 1 ▲  |
|                                              | حزب القراصنة (PIRATEN)                                                | PPEU ‏                                                                 | باتريك براير ‏                                                         | 243,302    | 0.65   | 0.8 ▼  | 1 / 96  |      |
|                                              | آخرون (أحزاب ومرشحون فازوا بأقل من 0.6% من الأصوات وخرجوا بدون مقاعد) | آخرون (أحزاب ومرشحون فازوا بأقل من 0.6% من الأصوات وخرجوا بدون مقاعد) | آخرون (أحزاب ومرشحون فازوا بأقل من 0.6% من الأصوات وخرجوا بدون مقاعد) | 1,428,061  | 3.82   | —      | 0 / 96  | 1 ▼  |
| الأصوات الصحيحة                              | الأصوات الصحيحة                                                       | الأصوات الصحيحة                                                       | الأصوات الصحيحة                                                       | 37,396,889 | 98.88  |        |         |      |
| الأصوات الفارغة والملغاة                     | الأصوات الفارغة والملغاة                                              | الأصوات الفارغة والملغاة                                              | الأصوات الفارغة والملغاة                                              | 410,857    | 1.12   |        |         |      |
| الإجمالي                                     | الإجمالي                                                              | الإجمالي                                                              | الإجمالي                                                              | 37,807,746 | 100.00 | —      | 96 / 96 | 0    |
| الأشخاص الذين يحق لهم التصويت ونسبة المصوتون | الأشخاص الذين يحق لهم التصويت ونسبة المصوتون                          | الأشخاص الذين يحق لهم التصويت ونسبة المصوتون                          | الأشخاص الذين يحق لهم التصويت ونسبة المصوتون                          | 61,600,263 | 61.41  | 13.3 ▲ |         |      |
| المصدر: Bundeswahlleiter *مرشحون منفردون     |                                                                       |                                                                       |                                                                       |            |        |        |         |      |